# Maximum range (aeronautica)
Il termine maximum range (autonomia massima) in aeronautica si riferisce alla distanza che un aereo può percorrere con il carico massimo e senza rifornimento.
L'autonomia massima (maximum range) è diversa dal raggio d'azione (radius of action) e dal ferry range (autonomia di trasferimento. L'autonomia massima si riferisce alla distanza che un aereo può percorrere con il carico massimo e senza rifornimento, mentre il raggio d'azione, invece, è la distanza che un aereo può percorrere, per poi tornare al punto di partenza, considerando anche il carburante necessario per operazioni di combattimento. Infine l'autonomia di trasferimento (ferry range) è la distanza percorsa dall'aereo senza carico, e alleggerito fino all'indispensabile, per effettuare uno spostamento.